# Sütterknoll
Sütterknoll er en 31,2 meter høj klit ved List på vadehavsøen Sild. Klitten grænser mod vest op til naturbeskyttelsesområde Sild-Nord. I nærheden findes en meteorologisk station. 
55°0′48″N 8°24′50″Ø / 55.01333°N 8.41389°Ø